# Oreanthes
Oreanthes  (лат.) — род растений семейства Вересковые.

## Ареал
Растения встречаются в Южной Америке в Эквадоре.

## Виды
Род включает в себя следующие виды:
- Oreanthes buxifolius Benth.
- Oreanthes ecuadorensis Luteyn
- Oreanthes fragilis (A.C. Sm.) Luteyn
- Oreanthes glanduliferus A.C. Sm.
- Oreanthes hypogaeus (A.C. Sm.) Luteyn
- Oreanthes rotundifolius Luteyn
- Oreanthes sperlingii Luteyn